# The Black Keys
The Black Keys je američka rock grupa osnovana 2001. godine u Akronu, Ohio. Grupa se sastoji od dva člana, Dan Auerbach (vokal, gitara) i Patrick Carney (bubanj). Album prvijenac pod nazivom The Big Come Up objavili su 2002. godine za nezavisnu izdavačku kuću Alive Records. Samo godinu dana kasnije objavljuju novi album Thickfreakness te postaju prepoznatljivi po sirovom blues-rock zvuku Auerbachove gitare i Carneyjevim jednostavnim bubnjarskim ritmovima uz očite uzore u samim početcima moderne glazbe kao što su Junior Kimbrough, Howlin' Wolf i Robert Johnson.

## Povijest sastava
Prijatelji od djetinjstva, Auerbach i Carney osnovali su grupu nakon što su odustali od fakulteta. Godine 2002. objavili su prvi album naziva The Big Come Up (2002.), koji im je donio ugovor s izdavačkom kućom Fat Possum Recordsom. Tijekom sljedećeg desetljeća, Black Keys su izgradili veliku underground bazu obožavatelja obilaskom malih klubova, čestim izdavanjem albuma, nastupima na glazbenim festivalima te širokim licenciranjem vlastitih pjesama. Njihov treći album Rubber Factory (2004.) dobio je veliku pohvalu kritike što je na kraju dovelo do diskografskog ugovara s poznatom izdavačkom kućom Nonesuch Records 2006. Nakon što su samostalno producirali i snimili prva četiri albuma u improviziranim studijima, dvojac je album Attack & Release (2008.) završio u profesionalnom studiju uz pomoć producenta Danger Mousea s kojim nastavljaju suradnju i na sljedećim albumima.
Komercijalni proboj grupe dogodio se 2010. godine, albumom Brothers te hit-singlom "Tighten up" s kojim osvajaju tri nagrade Grammy, uključujući onu za najbolji alternativni album. Nastavak iz 2011. El Camino dobio je također odlične kritike i dostigao drugo mjesto na ljestvici Billboard 200, što ih je dovelo do prve koncertne turneje po arenama SAD-a. Black Keysi su za novi album i hit-singl "Lonely Boy" osvojili ponovo tri nagrade Grammy, za najbolji rock album, najbolju rock izvedbu te najbolju rock pjesmu. Godine 2014. izdali su svoj osmi album naziva Turn Blue, koji postaje njihov prvi album broj jedan u SAD-u, Kanadi i Australiji. Nakon završetka turneje 2015. godine, dvojac je nekoliko godina napravio stanku kako bi radili na sporednim projektima i producirali druge izvođače. Vratili su se 2019. sa svojim devetim albumom Let’s Rock.

## Diskografija

### Studijski albumi
- The Big Come Up (2002.)
- Thickfreakness (2003.)
- Rubber Factory (2004.)
- Magic Potion (2006.)
- Attack & Release (2008.)
- Brothers (2010.)
- El Camino (2011.)
- Turn Blue (2014.)
- Let's Rock (2019.)
- Delta Kream (2021.)
- Dropout Boogie (2022.)
- Ohio Players (2024.)

## The Black Keys u Hrvatskoj
Black Keysi su u Hrvatskoj do sada nastupili samo jedanput,  24. lipnja 2014. godine u sklopu zagrebačkog INmusic festivala. Turneja koja je obuhvatila zagrebački koncert započela je nakon objave albuma Turn Blue (2014) i hit singlova "Fever", "Turn Blue" te "Weight of Love". Na devetom INmusic festivalu, iste godine, nastupili su uz Black Keysi još i: Wolfmother, Pixies, MGMT, Foals, Flogging Molly, The Fratellis i drugi.

## Vanjske poveznice
- Službena stranica grupe The Black Keys
- Službena stranica obožavatelja Black Keysa